# U-Bahn-Station Meidling Hauptstraße
Meidling Hauptstraße is een metrostation in het district Meidling van de Oostenrijkse hoofdstad Wenen. Het station werd geopend op 1 juni 1898 en wordt bediend door lijn U4.

## Stadtbahn
In de tweede helft van de 19e eeuw groeide de Weense bevolking fors en werden meerdere kopstations van verschillende spoorwegmaatschappijen geopend. Om het vervoer tussen de buitenwijken en de binnenstad te verbeteren en de kopstations onderling te verbinden werd in 1892 besloten tot de aanleg van de Stadtbahn met vier lijnen met stoomtractie. Twee van die lijnen, de Wientalinie en de Gürtellinie, zouden op elkaar aansluiten bij de oever van de Wien ter hoogte van Meidling.

### Stoom
Net als de meeste andere stations van de Stadtbahn werd Meidling Hauptstraße ontworpen door Otto Wagner in opdracht van de Commission für Verkehrsanlagen in Wien. Voor het station werden bij het ontwerp zowel de naam Lobkowitzbrücke als Meidling Hauptstraße gebruikt. In verband met de functie als onderlinge aansluiting van de twee lijnen kreeg het station drie sporen en een extra groot stationsgebouw boven een tunnelbak op de linkeroever van de Wien. Het station werd opgeleverd in januari 1897. Het eerste deel van de Wientallinie, het deel ten westen van Meidling, en de Gürtellinie werden net als het station geopend op 1 juni 1898, de untere Wientallinie volgde op 30 juni 1899. Het station kreeg bij de opening de naam Meidling Hauptstraße en dat bleef zo, ook toen in 1905 de Hauptstraße in Meidling werd omgedoopt in Meidlinger Hauptstraße.

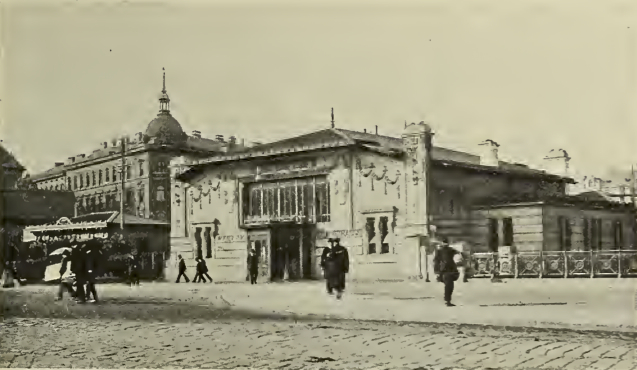
Het stationsgebouw van Otto Wagner.
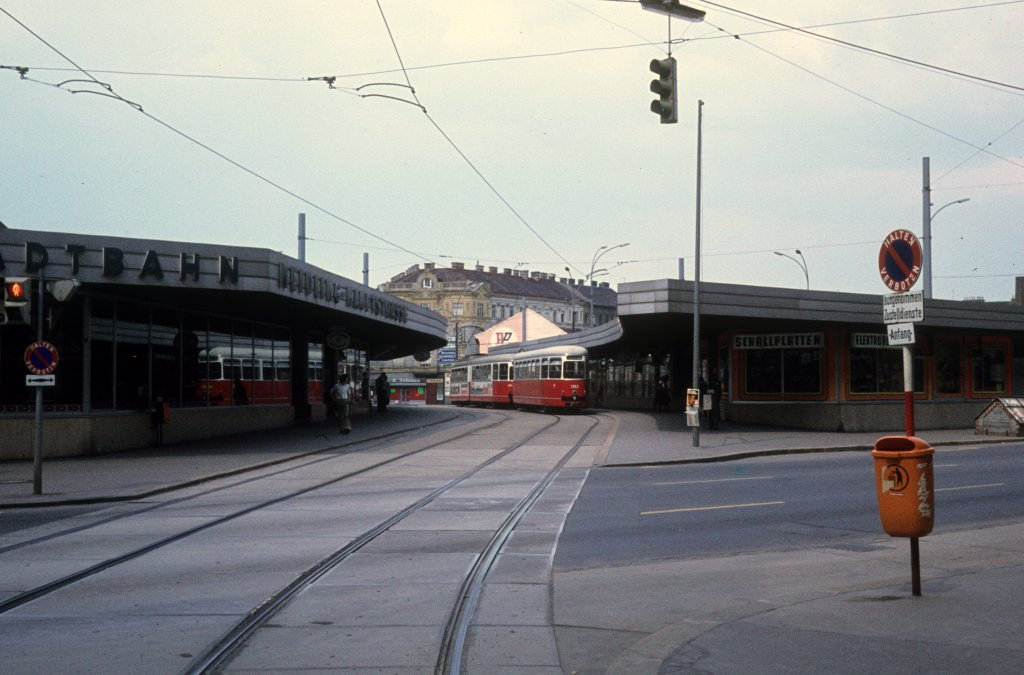
Het station in juli 1977, ruim een jaar voor de komst van de metro.

### Elektrisch
De laatste stoomdiensten werden op 30 september 1924 voor het laatst gereden waarop de Stadtbahn vanuit het westen werd geëlektrificeerd. De diensten werden op 4 juni 1925 hervat met elektrische sneltrams ten westen van Meidling en op de Gürtellinie. Op 7 september 1925 was ook de rest onder de draad gebracht en werden ook de diensten op de Untere Wientallinie hervat. In 1954 werden nieuwe rode trams, de N1/N2, geïntroduceerd die deels opgebouwd waren door uit delen van oudere trams. Hoewel het stationsgebouw van Otto Wagner een van de historisch belangrijkste gebouwen van de Stadtbahn was werd het in 1967 gezien ls obstakel voor de aanleg van een stadtautobahn. In augustus 1968 werd het gebouw gesloopt maar de stadtautobahn is nooit aangelegd.

## Metro
Op 26 januari 1968 werd besloten om een metronet aan te leggen waarbij de Wientallinie en de Donaukanallinie zouden worden omgebouwd tot lijn U4 en de Gürtellinie tot lijn U6. De ombouw tot U4 vond plaats tussen 1976 en 1981, de U6 werd pas in 1989 voltooid. De ombouw tot metro betekende onder andere dat de perrons en perronkappen werden omgebouwd in de stijl van de Architektengruppe U-Bahn die als standaard voor de metrostations witte panelen met biezen in de lijnkleur hanteerde. Omdat ook het verkeer op de Gürtellinie in stand moest blijven werd Meidling Hauptstraße voorzien van een kopspoor tussen de metroperrons en kwamen de metrosporen aan de buitenkant te liggen. De constructie volgens de Spaanse methode maakte het mogelijk dat reizigers van en naar de U4 in beide richtingen konden overstappen op hetzelfde perron. De metrodiensten op de U4 ten oosten van Meidling begonnen op 26 oktober 1980, pas op 31 augustus 1981 was er sprake van een doorgaande metrodienst. Op 14 april 1985 werden de diensten van de Gürtellinie ingekort tot Gumpendorfer Straße om de bouw van het nieuwe station Längenfeldgasse mogelijk te maken. Het nieuwe station kwam er nadat in de jaren 70 van de 20e eeuw de Meidlinger stadsdeelvoorzitter Kurt Neiger vergeefs had gepleit voor Meilding Hauptstraße als overstapstation.

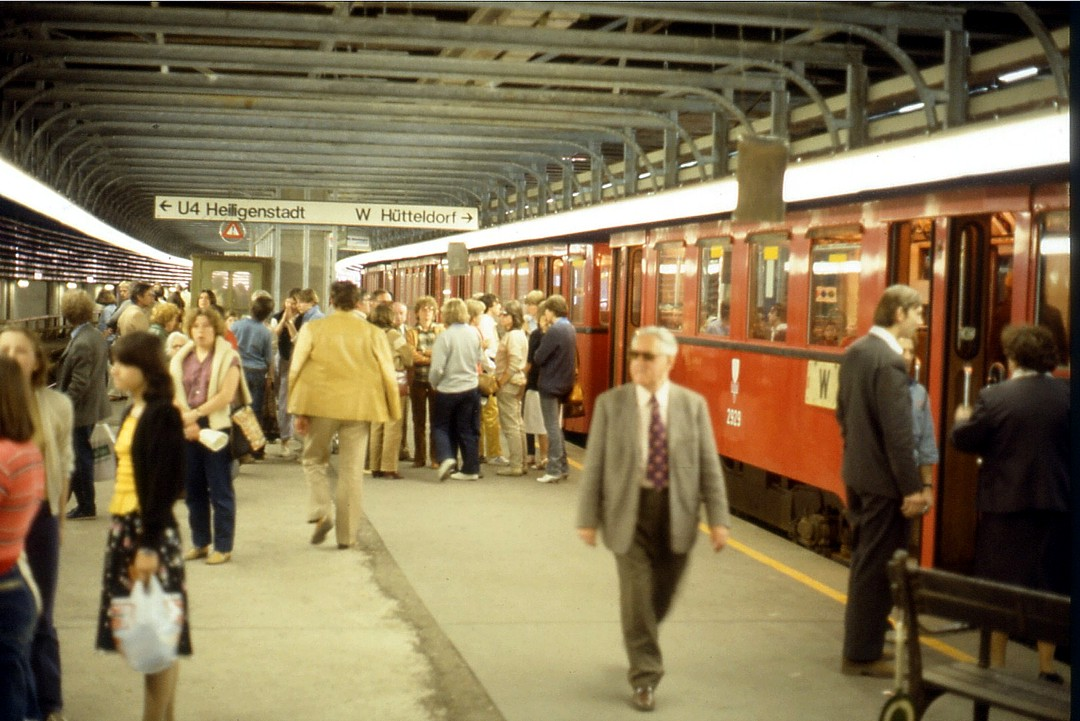
Het station tijdens ombouw tot metro in april 1981.
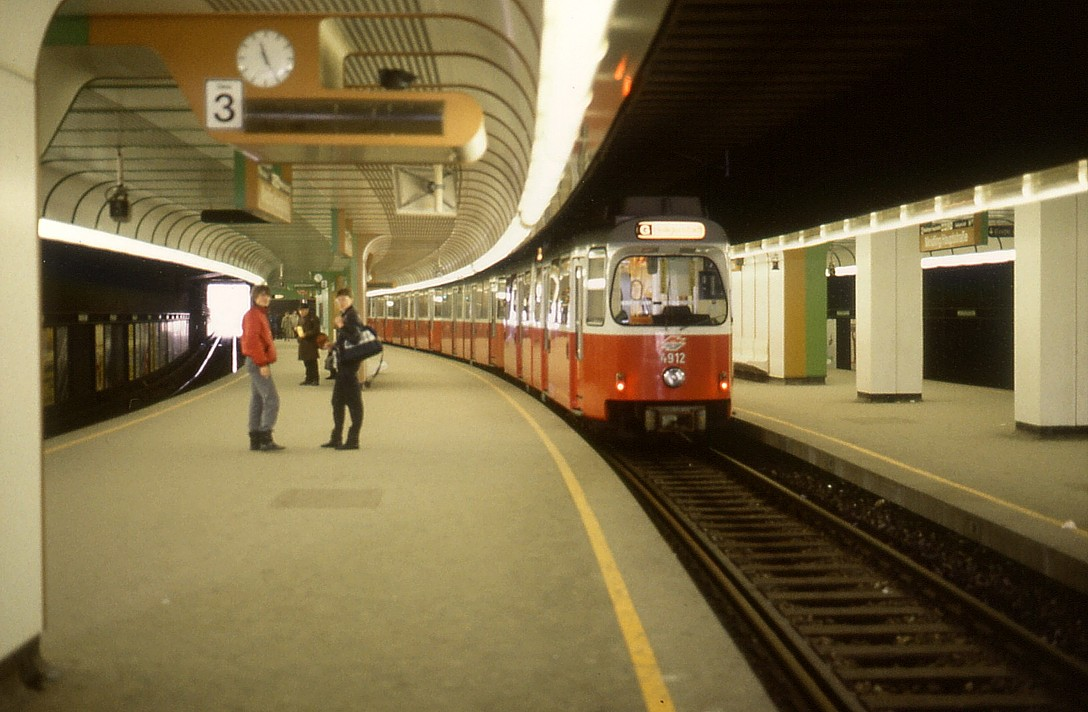
Tram, type E6 4912, van de Gürtelinie op het middelste spoor.
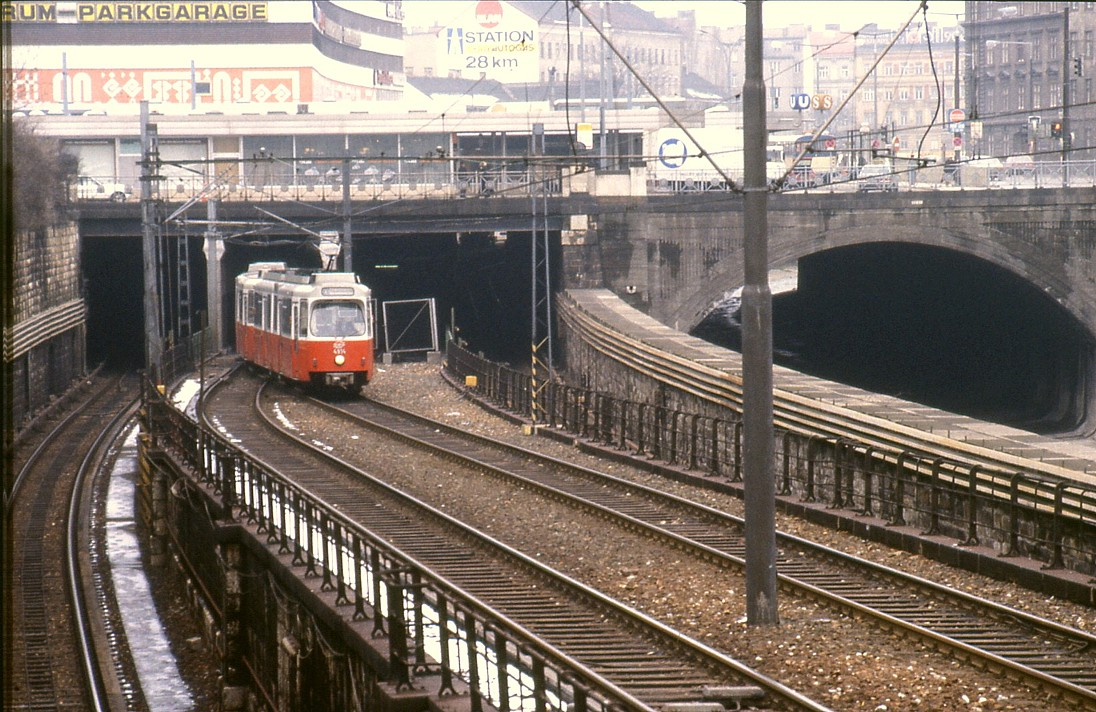
Een tram van de Gürtellinie verlaat het station richting het noorden op 12 maart 1985.

Tijdens de ombouw tot metro werd het station overbouwd met een winkelcentrum, het U4-center, dat begin 21e eeuw werd omgebouwd. In dit complex ligt ook de Discothek-U4 waar vanuit de zanger Falco bekendheid verwierf. Na het einde van het station als overstappunt werd het midden spoor weggehaald en opgevuld en zodoende beschikt het station nu over een zeer breed eilandperron.